# Кабиланбек
Кабиланбе́к (каз. Қабыланбек) — село у складі Сариагаського району Туркестанської області Казахстану. Адміністративний центр Капланбецького сільського округу.
До 2001 року село називалось Горне, до 2018 року — Капланбек.
Населення — 6447 осіб (2021; 5450 у 2009, 4353 у 1999, 5062 у 1989).